# Orthodoxe Bischofskonferenz in Deutschland
Die Orthodoxe Bischofskonferenz in Deutschland (OBKD) ist der 2010 gegründete Zusammenschluss der orthodoxen Bischöfe aller Diözesen in Deutschland. Ende 2011 gehörten ihr 19 Mitglieder an: zehn Diözesan- und neun Weihbischöfe. Die Organisation repräsentierte zu diesem Zeitpunkt rund 1,5 Millionen orthodoxe Christen verschiedener Herkunft und Nationalität. Mittlerweile besteht die OBKD aus 17 Mitgliedern. Die Zahl der orthodoxen Christen in Deutschland wird auf rund drei Millionen geschätzt.
Vorläuferorganisation der Orthodoxen Bischofskonferenz war die „Kommission der Orthodoxen Kirche in Deutschland“ (abgekürzt: KOKiD), die ihre Arbeit seit Gründung der Orthodoxen Bischofskonferenz als deren Ausführungsorgan fortsetzt. Die Bischofskonferenz ist mit ihrem Sekretariat in Dortmund ansässig. Vorsitzender ist Metropolit Augoustinos Lambardakis vom Ökumenischen Patriarchat.

## Strukturen
Die Orthodoxe Bischofskonferenz ist das höchste gemeinsame Organ aller kanonischen orthodoxen Diözesen in Deutschland auf Bischofsebene und sieht sich als Vertretung der Orthodoxen Kirche, die sich aus griechischen, russischen, serbischen, rumänischen, bulgarischen, georgischen und ukrainischen Gläubigen zusammensetzt.
In der Orthodoxen Bischofskonferenz von Deutschland sind die folgenden orthodoxen Diözesen durch die bischöflichen Mitglieder vertreten:
Ökumenisches Patriarchat von Konstantinopel
- Griechisch-orthodoxe Metropolie von Deutschland: Metropolit Augoustinos von Deutschland, Exarch von Zentraleuropa; Bischof Evmenios von Lefka; Bischof Bartholomaios von Arianz; Bischof Emmanuel von Christoupolis; Bischof Ambrosius von Argyroupolis
- Ukrainische Orthodoxe Eparchie von Westeuropa: Erzbischof Daniel von Pamphilon

Griechisch-orthodoxes Patriarchat von Antiochien
- Metropolie für Deutschland und Mitteleuropa: Metropolit Isaak von Deutschland und Mitteleuropa; Bischof Johannes von Palmyra

Russisch-Orthodoxe Kirche (Mitgliedschaft ruht, s. u.)
- Berliner Diözese der Russischen Orthodoxen Kirche - Moskauer Patriarchat: Erzbischof Tichon von Rusa
- Russische Orthodoxe Diözese des orthodoxen Bischofs von Berlin und Deutschland (Russische Orthodoxe Kirche im Ausland): Metropolit Mark von Berlin und Deutschland; Bischof Hiob von Stuttgart

Serbisch-Orthodoxe Kirche
- Diözese von Düsseldorf und Deutschland: Bischof Grigorije von Düsseldorf und Deutschland; Bischof Jovan von Hum

Rumänisch-Orthodoxe Kirche
- Metropolie für Deutschland, Zentral- und Nordeuropa: Metropolit Serafim von Deutschland, Zentral- und Nordeuropa; Weihbischof Sofian von Kronstadt

Bulgarisch-Orthodoxe Kirche
- Bulgarische Diözese von West- und Mitteleuropa: Metropolit Antonij von West- und Mitteleuropa

Georgische Orthodoxe Apostelkirche
- Diözese für Deutschland und Österreich der Georgischen Orthodoxen Kirche: Metropolit Gerasime von Zugdidi und Tsaishi (als Administrator)

Die Mazedonisch-Orthodoxe Kirche ist formal noch nicht Mitglied in der OBKD.
Vorsitzender ist ex officio Metropolit Augoustinos Lambardakis von Deutschland, Exarch von Zentraleuropa (Ökumenisches Patriarchat). Generalsekretär der Bischofskonferenz war seit ihrer Gründung Bischöflicher Rat Ipodiakon Nikolaus Thon (Russische Orthodoxe Kirche). Als die Russisch-Orthodoxe Kirche 2018 die Mitwirkung in der OBKD ruhen ließ, wurde Erzpriester Radomir Kolundzić zum kommissarischen Generalsekretär ernannt. Am 10. März 2023 wurde Bischof Jovan (Stanojević) von Hum, Vikarbischof der Serbischen Orthodoxen Diözese von Düsseldorf und Deutschland, zum neuen Generalsekretär gewählt. Schatzmeister ist Radomir Kolundzić (Serbische Orthodoxe Kirche).

## Geschichte
In Deutschland existierte bereits seit 1994 ein gesamtorthodoxes Organ, nämlich ein Verband der Diözesen, der den Namen „Kommission der Orthodoxen Kirche in Deutschland (abgekürzt: KOKiD)“ trug. Die KOKiD ist in der neu gegründeten Bischofskonferenz aufgegangen.
Bei ihrer Sitzung in der Rumänischen Metropolie in Nürnberg am 27. Februar 2010 haben die orthodoxen Bischöfe Deutschlands einstimmig die Konstituierung einer Orthodoxen Bischofskonferenz in Deutschland beschlossen.
Bei der Vollversammlung der OBKD in Essen am 13. November 2010 wurde eine auf den Vorgaben der IV. Präkonziliaren Panorthodoxen Konferenz, die im Juni 2009 in Chambésy bei Genf getagt und die Errichtung solcher Bischofskonferenzen in der orthodoxen Diaspora beschlossen hatte, basierende Satzung für die deutsche Bischofskonferenz verabschiedet und von allen Bischöfen feierlich unterzeichnet (vgl. den vollen Wortlaut der Satzung auf der Webseite der OBKD).
Damit werden die Vorgaben der Präkonziliaren Panorthodoxen Konferenz umgesetzt; diese hatte die Zielsetzung des neuen Gremiums so umrissen: „Aufgabe und Verantwortung dieser Bischofskonferenzen wird die Sorge um die Sichtbarmachung der Einheit der Orthodoxie und die Entfaltung gemeinsamen Handelns aller Orthodoxen in jeder Region sein, zur Erfüllung der pastoralen Bedürfnisse der dort lebenden orthodoxen Christen, zur gemeinsamen Repräsentation aller Orthodoxen gegenüber den Nicht-Orthodoxen und der ganzen Gesellschaft dieser Region, zur Förderung der theologischen Ausbildung und der kirchlichen Erziehung etc“.
Die Bischofskonferenz erklärte 2017 in einem Schreiben an die Evangelische Kirche in Deutschland (EKD), dass sie das Reformationsjubiläum „mit großem Interesse und in freundschaftlicher Beziehung“ verfolge und sich mit den evangelischen Christen mitfreue, auch wenn sie einige theologische Lehren nicht teilen könne.
Infolge der Aufkündigung der Kirchengemeinschaft mit dem Ökumenischen Patriarchat durch den Heiligen Synod der Russisch-Orthodoxen Kirche am 15. Oktober 2018 kündigte Erzbischof Mark an, dass die Russisch-Orthodoxe Kirche die Mitwirkung in der Orthodoxen Bischofskonferenz in Deutschland ruhen lassen werde. Damit schied auch der bisherige Generalsekretär, Ipodiakon Nikolaus Thon, bis auf Weiteres aus.
Bei der Frühjahrsvollversammlung 2023 nahmen in Berlin erstmals wieder beide russische Diözesen als Beobachter an der Versammlung teil. Dabei wurde der neue Generalsekretär Jovan (Stanojević) von Hum gewählt und Ipodiakon Nikolaus Thon bei einem Festakt verabschiedet.

## Ökumene
Die Orthodoxe Bischofskonferenz in Deutschland vertritt die ihr angeschlossenen orthodoxen Diözesen in der Arbeitsgemeinschaft Christlicher Kirchen in Deutschland (ACK). Im Vorstand der ACK wird die Orthodoxe Kirche vertreten durch Erzpriester Radu Constantin Miron den Beauftragten der OBKD für innerchristliche Zusammenarbeit; er übernahm im April 2019 als erster Orthodoxer den Vorsitz in der Arbeitsgemeinschaft Christlicher Kirchen in Deutschland, welchen er über zwei Legislaturperioden zu je drei Jahren innehatte.